# ファイブハンドレッド
ファイブハンドレッド（英語: Five Hundred）は、トランプを使った主に英語圏で行われているトリックテイキングゲームの一種である。ビッドのあるプレイントリックゲームに属し、アメリカ合衆国で、1900年前後にユーカーをもとに作られた。
日本のナポレオンに影響を与えたと言われている。

## 歴史
ゲームの目的が500点を取ることにあるので、この名がある。
ファイブハンドレッドは、U.Sプレイング・カード社により、19世紀末に考案された。1904年には現在のものとほぼ同様のルールになった。U.Sプレイング・カード社は1906年以来56年間にわたってルールの著作権を保持していたが、現在は著作権の有効期間は切れている。
基本的なルールは当時流行していたユーカーをもとにしているが、以下の点が改良されている。
- 2人から6人までの遊び方が決められており、手札の枚数は常に10枚に統一されている（ユーカーは5枚）。
- 手札として配らないのは3枚のカードのみで、このためカード運に頼る点の多いユーカーと違い、技術が重要になる
- ビッドがある（ユーカーでは1枚のカードをめくって、それを切り札とするかどうかを争う）

1930年代以降、アメリカ合衆国ではコントラクトブリッジが流行し、ファイブハンドレッドは人気ゲームとは言えなくなっているが、今でもアメリカ合衆国およびカナダの一部の地域では競技されている。
現在ではオーストラリアとニュージーランドで特に人気があり、オーストラリアの国民的ゲームになっている。

## 使用するカード
競技者の数は2人から6人までで、使用するカードは3人以上のときは「人数×10+3」枚で、2人のときは3人のときと同じ33枚である。したがって、2人から4人までのときは通常のトランプから一部のカードを抜く必要がある。また6人のときは専用の63枚のカードを使用する（現在も市販されている）。いずれの場合もジョーカーを1枚使用する（ジョーカーを使わない変種については後述する）。
| 人数     | 枚数 | 詳細                                                       |
| -------- | ---- | ---------------------------------------------------------- |
| 2または3 | 33   | 全てのスートで2から6までを抜く                             |
| 4        | 43   | 全てのスートで2・3、及び黒のスートのみ4も抜く              |
| 5        | 53   | 何も抜かない何も入れない                                   |
| 6        | 63   | 全てのスートで数札の11・12、及び赤のスートのみ13も追加する |

カードは、ジョーカーがもっとも強い。ジョーカーはベスト・バウアー（best bower）と呼ばれることがある。二番目に強いのは切り札スートのジャックで、これをライト・バウアー（right bower）と呼ぶ。三番目に強いのは切り札と同じ色のもう1枚のジャックで、これをレフト・バウアー（left bower）と呼ぶ。この3枚が切り札スートに属することに注意。それ以外のカードは切り札が切り札以外より強く、おなじスートでは A > K > Q ... のように自然な順序に並ぶ。

## ルール
アメリカ合衆国の本では3人用を基本としていることが多いが、現在は4人が2人ずつチームを組んで競技するのが普通である。ここでは Parlett (1992,2004) によって4人用のルールを記述する。pagat.com の記述するオーストラリアのルールはかなり異なっているので、相違点を脚注に示す。それ以外は変種として別に説明する。
4人では、向かいあった2人どうしがチームを組む。カードは通常のトランプから2・3・黒の4を抜いてジョーカーを加えた43枚のカードを使用する（上記）。
最初のディーラーは適当な方法で決める。ディーラーはプレイごとに時計回りに移動する。
ディーラーは各競技者に10枚の手札を配る。残る3枚は伏せておく。この3枚はウィドー（widow、キティーとも）と呼ばれる。

### ビッド
ディーラーの左隣から時計回りに順に、自分が何を切り札にしてどれだけのトリックが取れるかをビッド（宣言）するか、またはパスする。一度パスした競技者はそのプレイではもうビッドできない。トリック数は6から10の間で宣言する。別の競技者がすでにビッドしているときは、それより高いビッドしかできない。より高いビッドをするには、より多くのトリック数を指定するか、同じトリック数でより高いスートを指定する。スートの順位はスペードがもっとも低く、♠<♣<♦<♥<NTの順になる（NT=no trump、ジョーカー以外の切り札なし）。
あるビッドに対して、ほかの競技者が全員パスしたら、そのビッドをした者がデクレアラー（またはコントラクター）となり、最後のビッドがコントラクトとなる。デクレアラー側のチームはコントラクトを達成することを目標とし、相手チームはコントラクトの達成を妨げることを目標とする。
特別なビッドとして、ミゼール（misère）とオープン・ミゼール（open misère）がある。ミゼールはトリックを取らない宣言で、オープン・ミゼールはミゼールに加えて、デクレアラーが最初のトリックのリード前に手札を公開する。ビッドの高さとしては、ミゼールは7NTより高く、8♠より低い。オープン・ミゼールはもっとも高い。
注：U.Sプレイング・カード社は、ミゼールのことをナロー（Nullo）と呼んでいる。
デクレアラーはウィドーの3枚を手札に加え、かわりに不要な3枚を裏向きにして捨てる。
だれもビッドせず、全員がパスした場合は、後述する。

### プレイ
ミゼールまたはオープン・ミゼールでは、デクレアラーのパートナーは手札を伏せて、プレイには参加しない。
最初のトリックはデクレアラーがリードする。リードに対して、ほかの競技者は時計回りに順にリードと同じスートのカードを持っていればそれを出さなければならない。もっていなければ何を出してもよい。切り札が出た場合は、最強の切り札を出した競技者がそのトリックに勝つ。そうでない場合は、リードと同じスートで最強のカードを出した競技者がそのトリックに勝つ。トリックの勝者が次のトリックをリードする。以上を手札がつきるまで繰り返す。
ノートランプでジョーカーをリードした場合、リードした競技者がスートを指定する。

### 得点計算
コントラクトを達成した場合、デクレアラー側のチームは、宣言したトリック数（実際のトリック数でないことに注意）にしたがって、以下の表のように得点する。
| トリック数         | ♠   | ♣   | ♦   | ♥   | NT  |
| 6                  | 40  | 60  | 80  | 100 | 120 |
| 7                  | 140 | 160 | 180 | 200 | 220 |
| ミゼール           | 250 | 250 | 250 | 250 | 250 |
| 8                  | 240 | 260 | 280 | 300 | 320 |
| 9                  | 340 | 360 | 380 | 400 | 420 |
| 10                 | 440 | 460 | 480 | 500 | 520 |
| オープン・ミゼール | 520 | 520 | 520 | 520 | 520 |

宣言より多いトリックを取っても、ボーナスなどはとくにない。ただし、宣言による得点が250点未満の場合に、すべてのトリックを取ったら、特例として250点を得る。
コントラクトの達成に失敗した場合は、上の表の得点がそのままマイナスされる。
ディフェンダー側は、コントラクトを達成するかどうかにかかわらず
- ミゼール以外なら、取ったトリック×10を得点する。
- ミゼールなら、デクレアラー側の取ったトリック×10を得点する。

### 全員がパスしたときのプレイ
だれもビッドせず、全員がパスした場合は、切り札なし、デクレアラーなしでプレイする。この場合、伏せておいたウィドーはそのまま使用しない。最初のトリックはディーラーの左隣がリードする。どちらのチームも、取ったトリック数×10を得点する。

### ゲームの終了
プレイをくりかえし、どちらかのチームが500点以上またはマイナス500点以下になったときにゲームは終了する。500点以上になった側、またはマイナス500点以下にならなかった側が最終的な勝者になる。両方のチームが同時に500点以上になった場合は、最後のプレイでデクレアラーだった側が勝者になる。

## 変種

### 5人用の変種
5人では、カードは53枚をすべて使用する。固定したパートナーは存在せず、デクレアラーが決まったあと、自分の手札にないカードを1枚指定する。その1枚を持っている競技者がパートナーとなる。ただし、切り札を指定してはならない。パートナーは、自分がパートナーであることをすぐさま公開する。コントラクト達成による得点（および失敗したときの失点）は、デクレアラーとパートナーが半分ずつ得点する。
デクレアラーは自分ひとりだけで戦うこともでき、その場合はソロを宣言する。

### 6人用の変種
数札の11・12・赤13の10枚を加えた専用の63枚のカードを使用する。向かいあった2人ずつ3つのチームを組む方式と、ひとりおきに3人ずつが2つのチームを組む方式がある。

### 3人用の変種
数札の2から6までを抜いてジョーカーを加えた33枚のカードを使用する。チームは存在せず、各競技者が独立して得点するが、デクレアラーに対して、他のふたりは一時的に連合してコントラクトの達成を妨げようとする。
ふたりの非デクレアラーがともに500点に達した場合、先に達した方の勝ちとする。

### 2人用の変種
3人のときと同じように33枚のカードを使うことも、2から8までの数札を抜いた25枚（またはジョーカーも抜いて24枚）のカードを使うこともできる。
33枚の場合、手札を3人ぶん配り、うち1人ぶんの手札を使用しない。この方式は3人以上の場合にくらべて運に依存するところが大きい。
25枚（または24枚）の場合、手札を2人ぶん配り、残った5枚（または4枚）をウィドーとする。この方式は、デクレアラーにとって相手が何を持っているか完全にわかってしまう点に問題がある。
pagat.com では43枚のカードを使ったまったく別の方法を説明している。

### ジョーカーを使わない変種
ジョーカーは使わなくてもよい。この場合、ウィドーが1枚少なくなる。

### 古いルール
本来のU.Sプレイング・カード社のルールでは下のようになっていた。多くのルールブックにも、このように書かれている。
- ビッドにおいて、各競技者は一度しかビッドしてはならない
- ナロー（ミゼール）は8♠と8♣の間の高さのビッドとする
- オープン・ミゼールは存在しない
- 全員がパスしたら、プレイはせずにカードは次のディーラーが配り直す
- 5人で競技する場合、コントラクトが8以上の台ならふたりのパートナーを指定できる